# Jacques III de Matignon
 (avril 2025).
La mise en forme du texte ne suit pas les recommandations de Wikipédia : il faut le « wikifier ».
Les points d'amélioration suivants sont les cas les plus fréquents :
- Les titres sont pré-formatés par le logiciel. Ils ne sont ni en capitales, ni en gras.
- Le texte ne doit pas être écrit en capitales (les noms de famille non plus), ni en gras, ni en italique, ni en « petit »…
- Le gras n'est utilisé que pour surligner le titre de l'article dans l'introduction, une seule fois.
- L'italique est rarement utilisé : mots en langue étrangère, titres d'œuvres, noms de bateaux, etc.
- Les citations ne sont pas en italique mais en corps de texte normal. Elles sont entourées par des guillemets français : « et ».
- Les listes à puces sont à éviter, des paragraphes rédigés étant largement préférés. Les tableaux sont à réserver à la présentation de données structurées (résultats, etc.).
- Les appels de note de bas de page (petits chiffres en exposant, introduits par l'outil «  Source ») sont à placer entre la fin de phrase et le point final[comme ça].
- Les liens internes (vers d'autres articles de Wikipédia) sont à choisir avec parcimonie. Créez des liens vers des articles approfondissant le sujet. Les termes génériques sans rapport avec le sujet sont à éviter, ainsi que les répétitions de liens vers un même terme.
- Les liens externes sont à placer uniquement dans une section « Liens externes », à la fin de l'article. Ces liens sont à choisir avec parcimonie suivant les règles définies. Si un lien sert de source à l'article, son insertion dans le texte est à faire par les notes de bas de page.
- La présentation des références doit suivre les conventions bibliographiques. Il est recommandé d'utiliser les modèles {{Ouvrage}}, {{Chapitre}}, {{Article}}, {{Lien web}} et/ou {{Bibliographie}}. Le mode d'édition visuel peut mettre en forme automatiquement les références.
- Insérer une infobox (cadre d'informations à droite) n'est pas obligatoire pour parachever la mise en page.

Pour une aide détaillée, merci de consulter Aide:Wikification.
Si vous pensez que ces points ont été résolus, vous pouvez retirer ce bandeau et améliorer la mise en forme d'un autre article.
Pour les autres membres de la famille, voir Maison de Goyon.
Jacques III de Matignon, né le 28 mai 1644 à Torigni-sur-Vire et mort le 12 janvier 1725 à Paris, est un aristocrate et militaire français. Il est le père de Jacques IV de Matignon qui devriendra Jacques 1er de Monaco par son mariage avec Louise-Hippolyte Grimaldi.
Jacques III de Matignon est le cinquième garçon d’une fratrie de douze enfants, issu de François de Matignon (1607-1675) et d’Anne Malon de Bercy. Un autre de ses frères porte également le prénom de Jacques, et devient homme d’Église. 
C'est lui qui reprit le patronyme familial Goyon.

## Carrière militaire
Il est reçu à l’âge de 7 ans comme chevalier de l’ordre de Saint-Jean de Jérusalem en 1651. Dès lors, il est appelé «chevalier de Malte». En 1682, il devient lieutenant général de Basse-Normandie et gouverneur de Cherbourg.
Il est également chevalier de l’Ordre du Saint-Esprit (1688). Il joue un rôle militaire important durant les guerres de Louis XIV, en particulier dans les années 1690–1720.

## Mariage et alliance monégasque
En 1675, pour se marier, à l'age de 31 ans, il renonce à l’ordre de Malte. Il épouse le 27 décembre 1675 sa cousine Charlotte de Goyon de Matignon (1657-1721) agé de 18 ans, fille de Henri de Goyon, sire de Matignon. Ensemble, ils auront plusieurs enfants:
- Jacques-François-Léonor de Matignon, sire de Matignon, qui devient duc de Valentinois et prince de Monaco sous le nom de Jacques Ier de Monaco, à la suite de son mariage avec Louise-Hippolyte de Monaco (1689–1751), princesse de Monaco, en 1715;

- François de Matignon, né en 1690, dit 'le marquis de Saint-Lô" et mort en bas âge en 1694;

- Catherine-Élisabeth de Matignon, née en 1706, qui épouse son cousin Louis-Jean-Baptiste Goyon de Matignon, renforçant encore les liens au sein de la maison de Goyon.
- Un garçon et une fille nés en 1691 et 1692, morts peu de temps après la naissance.

Le mariage de Jacques-François-Léonor de Matignon avec Louise-Hippolyte de Monaco permet à Jacques III de sceller une alliance entre sa maison et la dynastie régnante de Monaco. Leur fils succédera au prince Antoine Ier, assurant ainsi la transition vers la branche Grimaldi-Matignon.

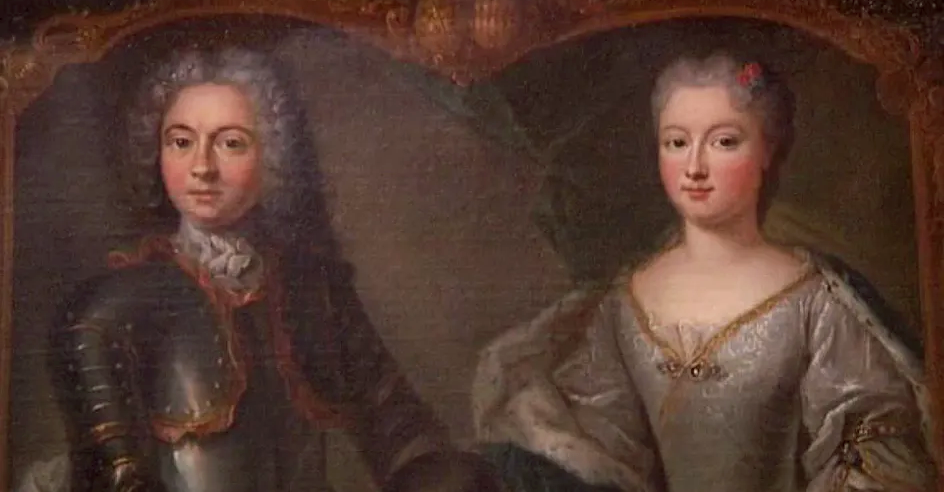
Son fils Jacques Ier de Monaco et son épouse Louise-Hippolyte Grimaldi, leur mariage en 1715 scelle l’union des maisons de Matignon et de Monaco.

## Possessions
Jacques III de Matignon hérite ou acquiert au fil de sa vie un important patrimoine territorial, principalement situé en Normandie et en Bretagne. Certaines possessions sont issues de la lignée Goyon-Matignon, d’autres de ses alliances familiales ou de ses acquisitions personnelles.

### Château de la Roche Goyon

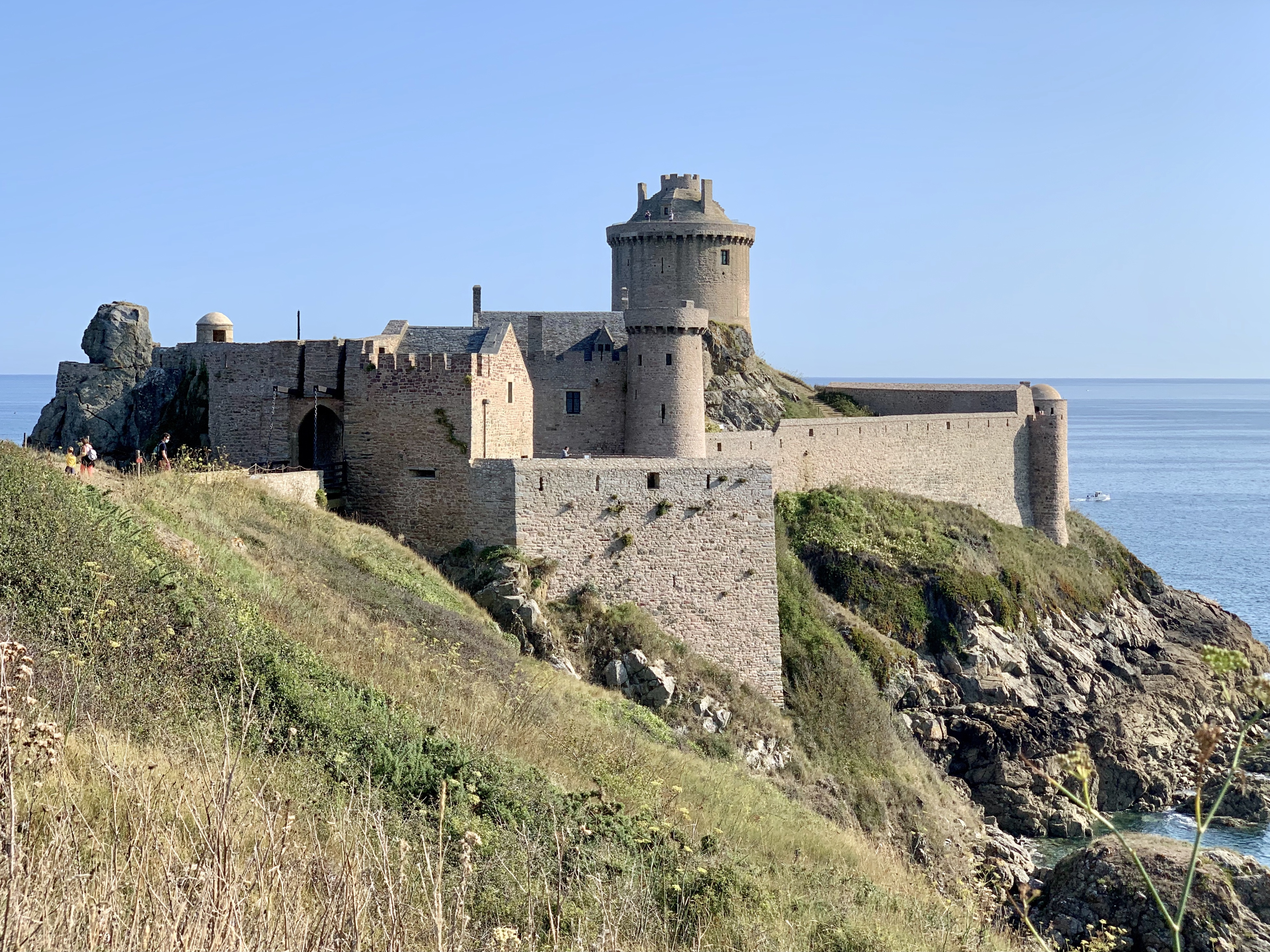
Le château de la Roche Goyon (Fort La Latte), possession majeure de Jacques III de Matignon.

Il est l’héritier du château de la Roche Goyon, aujourd’hui connu sous le nom de Fort La Latte, situé sur la côte nord de la Bretagne. Le roi Louis XIV y fait entreprendre d’importants travaux de fortification à partir de la fin du XVIIe siècle, notamment l’ajout de batteries destinées à protéger les navires en attente d’entrée dans le port de Saint-Malo.
Si la forteresse devient propriété militaire du roi, Jacques III en conserve l’usufruit ainsi que le privilège de nommer ses gouverneurs. Il réside régulièrement au château et y supervise les aménagements défensifs.

### Château de Torigni-sur-Vire

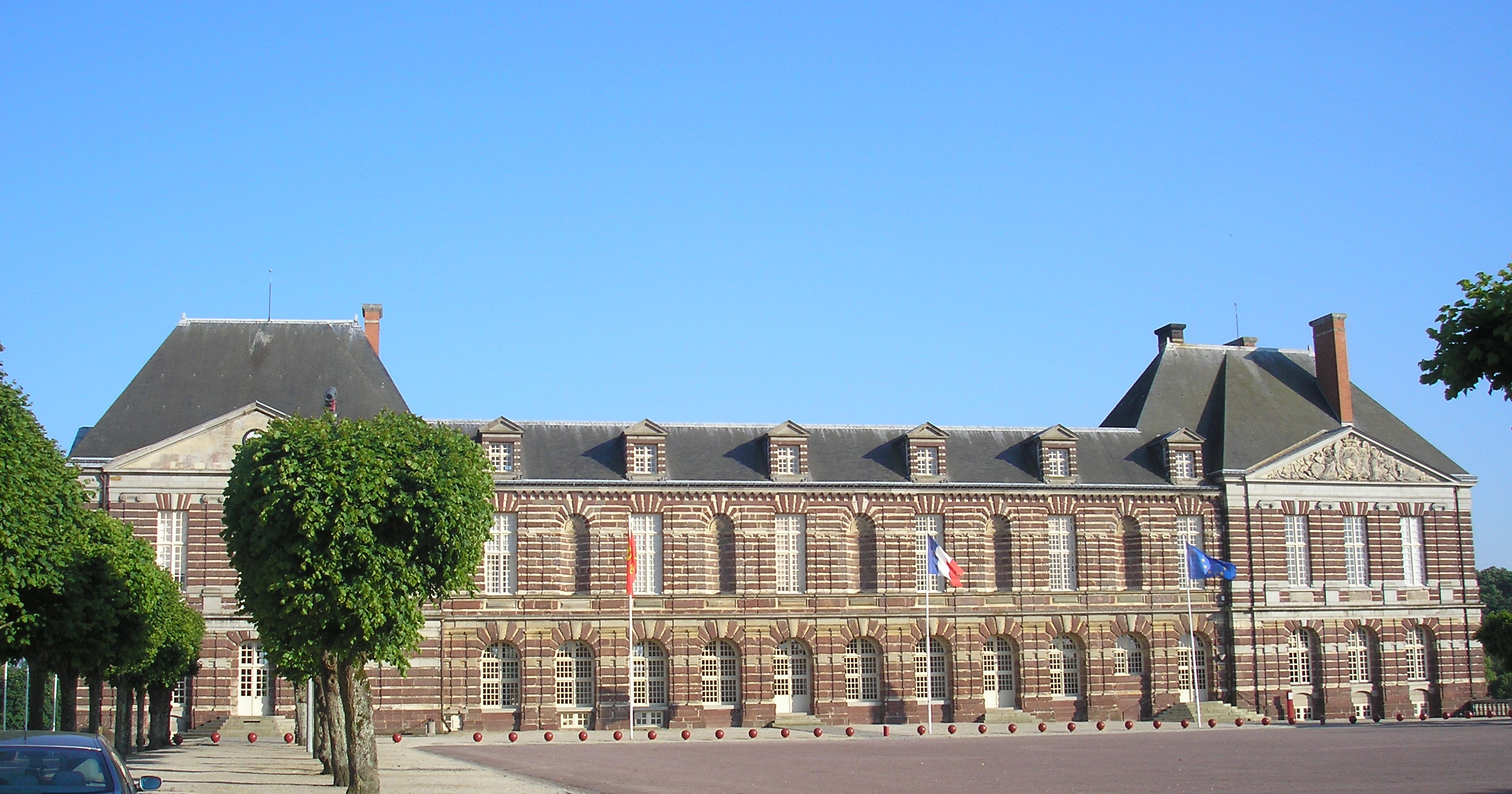
Le château de Thorigni, appelé château des Matignon, en Normandie.

Jacques III nait au château de Torigni, dans la Manche, qui constitue la résidence principale des Matignon en Normandie. Il est également inhumé à Torigni. Ce château joue un rôle central dans l’administration de ses terres bas-normandes. Il y ajoutera un troisième pavillon à l'emplacement des restes de la tour médiévale.

### château de Hambye et le château de Valmont du duché d’Estouteville

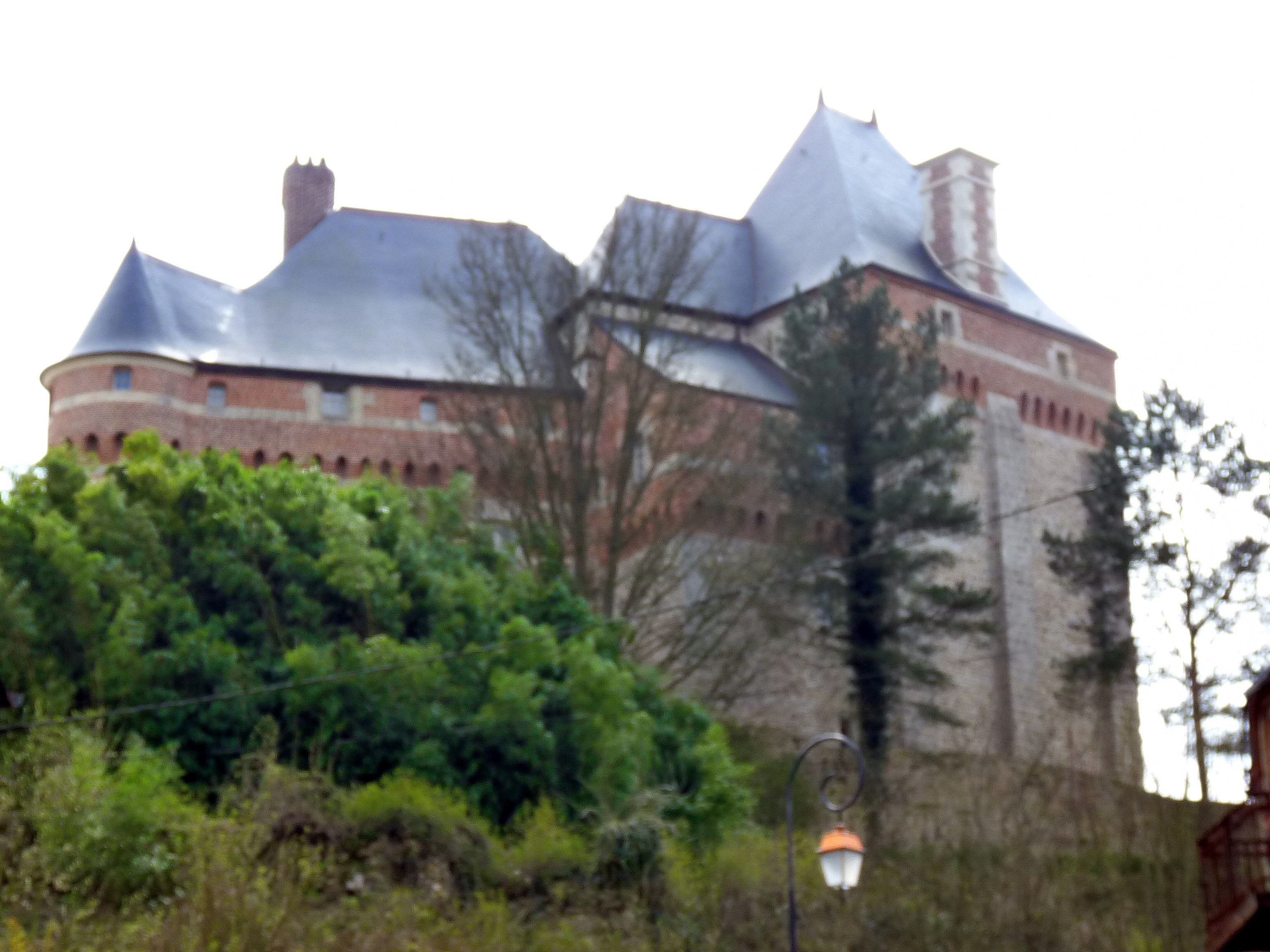
Le château de Valmont du duché d'Estouteville.

Il détient également le château de Hambye, située près de Coutances, qui est en très mauvais état, ainsi que plusieurs droits seigneuriaux en Normandie. Il possède aussi le château de Valmont mais ne s'en occupe que très peu.

### Hôtel de Matignon, rue de Varenne à Paris

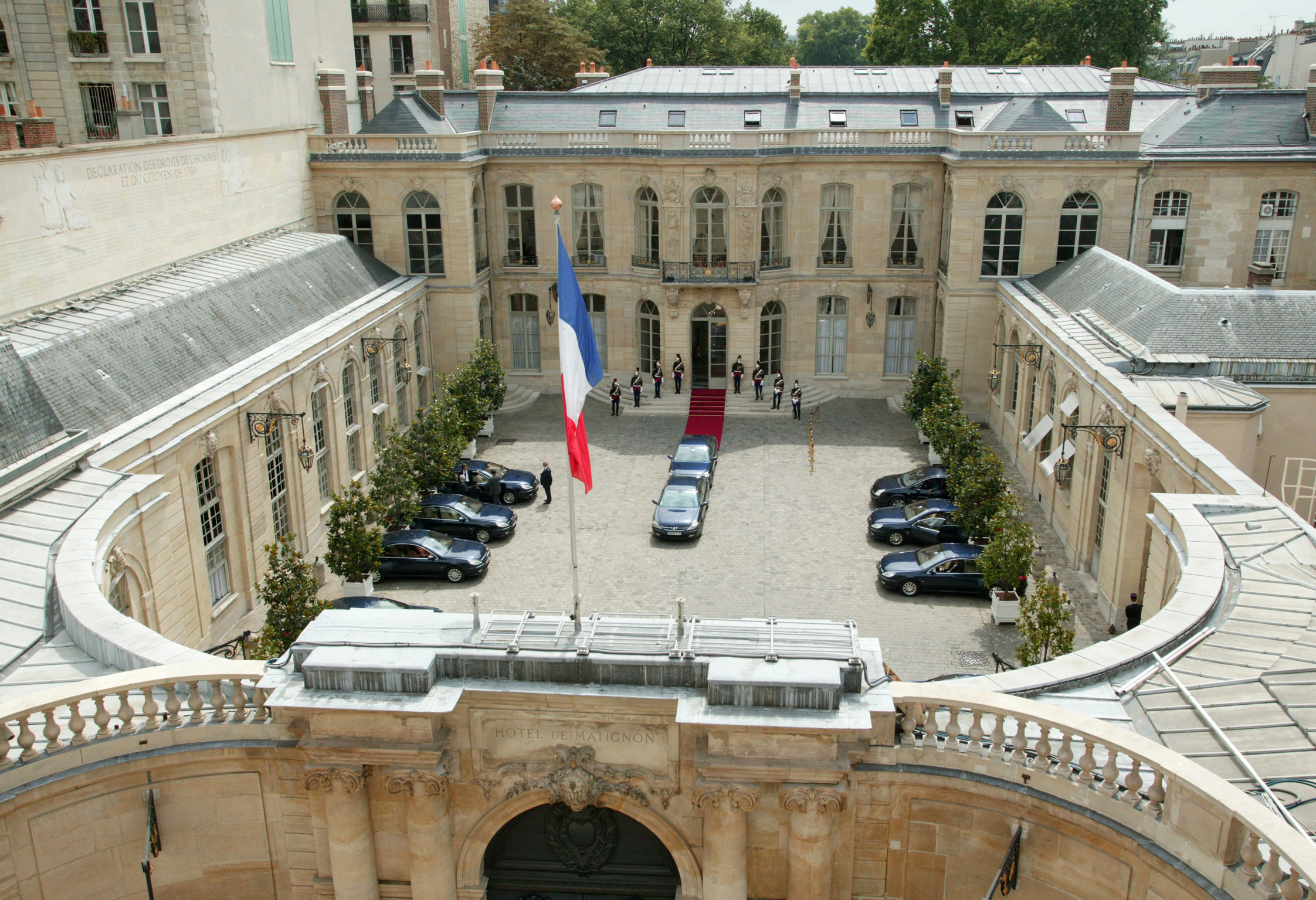
L’hôtel de Matignon et sa cour d'honneur.

En 1723, Jacques III de Matignon acquiert un vaste terrain rue de Varenne, à Paris, sur lequel un hôtel particulier était en construction pour le prince de Tingry. Ce dernier, accablé de dettes, est contraint de renoncer au projet, initialement conçu par l’architecte Jean Courtonne.
Jacques III reprend l’opération et poursuit les travaux, mais entre rapidement en désaccord avec Courtonne. Il confie alors la direction du chantier à Mazin, puis successivement à Pierre Lafon en 1723, et enfin à Nicolas Desmaisons en 1724. Ce dernier supervise l’achèvement du gros œuvre et le début de la décoration intérieure. L’édifice ne sera cependant jamais achevé de son vivant.
Dès 1724, Jacques III cède officiellement la propriété à son fils Jacques IV Goyon de Matignon, devenu Jacques Ier de Monaco, avec pour condition expresse que le bien soit transmis « à sa postérité masculine, de mâle en mâle », et que l’édifice conserve à perpétuité le nom d’Hôtel de Matignon.
Cet hôtel particulier, resté dans la descendance Matignon jusqu' Honoré IV qui le vend, et deviendra par la suite l’actuel résidence officielle du Premier ministre français.

### Hôtel de Pons (dit aussi hôtel Tambonneau)
En 1710, Jacques III achète l’hôtel de Pons, situé rue de l’Université à Paris, auprès des héritiers du comte de Marsan. Toutefois, à la suite d’un litige avec Charles Louis de Lorraine, il perd la propriété à l’issue d’un procès.
Contraint de quitter les lieux, il s’installe dans l’hôtel appartenant à son parent Charles-Auguste de Matignon, maréchal de France, situé rue Saint-Dominique. C’est dans cette demeure qu’il s’éteint, le 12 janvier 1725, sans avoir pu voir l’achèvement des travaux de l’hôtel de Matignon.

### Autres terres et droits seigneuriaux
Jacques III possède ou administre également :
- le comté de Torigni-sur-Vire ;
- des terres à Saint-Lô ;
- des terres et des bâtiments en Matignon, Saint-Germain-de-la-mer, Saint-pôtan, Pléboulle, Saint-Cast, Plévenon,Pléhérel en Bretagne ;

## Décès et postérité
Jacques III de Matignon meurt le 12 janvier 1725 à Paris et est inhumé à Torigni-sur-Vire, dans le département de la Manche.
Il est l’ancêtre direct de l’actuelle maison princière de Monaco.

## Hommages et commémorations
À l’occasion du tricentenaire de sa mort, le prince Albert II de Monaco lui rend hommage lors d’un voyage officiel entre la Bretagne et la Normandie les 9 et 10 avril 2025. Des cérémonies sont organisées au château de Torigni-sur-Vire et au Château de la Roche Goyon (Fort La Latte), en souvenir de l’alliance historique entre la maison de Matignon et celle des Grimaldi.
À cette occasion, l’Office des timbres de la Principauté de Monaco émet un timbre commémoratif à l’effigie de Jacques III de Matignon, rappelant les liens durables entre les deux familles.